# SDザ・グレイトバトル 新たなる挑戦
『SDザ・グレイトバトル 新たなる挑戦』は1990年12月29日にバンプレスト発売されたスーパーファミコン用アクションゲーム。バンプレストのスーパーファミコン参入第1弾タイトル。

## 概要
ディフォルメされたロボットアニメや特撮作品のキャラクターが戦うクロスオーバー作品「コンパチヒーローシリーズ」の1つ。シリーズ内シリーズであるグレイトバトルシリーズの第1作目にあたる。SDシリーズ第一作は、バンダイから1987年にディスクシステムで発売された「SDガンダムワールド」。ゲーム内容はトップビューで、ライフゲージがある残機制のアクションゲームである。操作キャラクターは共通してジャンプ・ショット攻撃・特殊攻撃・援護キャラクターの呼び出しが行える。
ゲーム開始時はウルトラマン・仮面ライダー1号・ガンダムの3体が操作でき、2・4・6ステージをクリアするごとに下記のキャラクター欄の順番で使用できるキャラクターが増えていく。キャラクターの性能は微妙に異なり、敵ごとに攻撃が有利になるキャラクターが設定されている。特殊攻撃は、ライフゲージ横にある青いゲージの値が足りていれば使用可能で、キャラクターごとに異なる能力を発揮する。同様に青いゲージを使用することで1・3・5ステージで仲間になる敵キャラクター（援護キャラクター）を呼び出すこともできる。なお、援護キャラクターは一定時間で消滅する。ライフおよび青いエネルギーゲージは味方キャラクターの補給でのみ回復する。
各ステージは、それぞれ特定の操作キャラクターに関する敵で統一されている。ただし、2・4・6そして最終面のボスは本作品のオリジナルである。
視界に入ったそばから攻撃するザコ敵に反してごり押しで勝てるボスなど、ゲームバランスは不安定。

## ストーリー
SDヒーローたちの活躍で平和を取り戻したSDネイション。その平和を維持するための環境管理装置が暴走を始めたため、ダークブレインが復活して怪獣たちが猛威をふるうようになる。悪の軍団が次々と暴れだしていく。原因の調査究明に乗り出した仮面ライダーV3、ウルトラマンタロウ、ナイトガンダムの3人。だが、彼らからの音信はまもなく途絶えて消息不明となってしまう。そして1ヵ月後、第二調査隊としてウルトラマン、仮面ライダー1号、ガンダムの3人が彼らを捜索することになった。3人は不安を抱えながらも宇宙へと旅立った。果たして、平和なSDネイションを取り戻すことができるのか?

## キャラクター

### 操作キャラクター
ウルトラマン
ショットはスペシウム光線。特殊攻撃はゆっくり発射する八つ裂き光輪。
仮面ライダー1号
ショットはキックを飛ばす。特殊攻撃は時間を止め、敵の動きを封じる。
ガンダム
ショットはビームライフル。特殊攻撃は一定距離を進んで、広範囲を爆破するハイパーバズーカ。
仮面ライダーV3
ボーンファイターに囚われの身で、第二話でボーンファイターを倒すと仲間になる。
ショットは1号と同じく、キックを飛ばす。特殊攻撃は一定時間ハリケーンを乗り回し、高速で敵に突撃する。
ウルトラマンタロウ
クリスタルドラゴンに囚われの身で、第四話でクリスタルドラゴンを倒すと仲間になる。
ショットはストリウム光線。特殊攻撃は周囲に炎を飛ばすウルトラダイナマイト。
ナイトガンダム
デブデダビデとの戦いで死んでおり、第六話でロアの犠牲により甦る。
ショットはランスを投擲する。特殊攻撃は敵を追尾する真空波。

### 味方キャラクター
ピグモン
第一話で登場。HP、ENを回復させてくれる。
モグラ獣人
第二話で登場。ENを回復させてくれる。
ハロ
第三話で登場。ENを回復させてくれる。
暗闇大使
第五話で登場。ENを回復させてくれる。
騎士百式
第六話で登場。ENを回復させてくれる。
ロア
本作でローブを纏った姿で初出演。第四、五、六話で登場。HP、EN共に全回復させてくれる。
デブデダビデとの戦いによって命を落としたナイトガンダムを自身の犠牲で甦らせ、落命。

### 味方になるキャラクター
バルタン星人
第一話で登場。敵として立ちはだかるが、倒せば投降して仲間になる。前と後ろに一直線に発射する球状ビームで攻撃。
ナイトサザビー
第三話で登場。最初はバルタン星人同様敵として登場するが、持っていた爆弾によって身体が解体され、分散したパーツを集めて救出すると仲間になる。爆弾攻撃で標的の周囲を巻き込める。
地獄大使
第五話で登場。ボーンファイターが敗れた責任を擦り付けられて投獄。処刑人の蜘蛛男を倒すと仲間になる。攻撃を必ず命中させる誘導弾を放つ。

### ボスキャラクター
ゼットン
第一話のボス。拡散する火炎攻撃とバリアが武器。ただし、後ろを突けば通常攻撃を繰り返すことで倒せる。最終話でも出現。
ボーンファイター
第二話のボス。大ジャンプの他、プレイヤーを追尾するボーンミサイルが武器。
ジオング
第三話のボス。腕のクローアーム攻撃が厄介。胴体を落とすと次は首と戦うことになる。最終話でも出現。
クリスタルドラゴン
第四話のボス。巨大クリスタルのジャンプする付近に近づくと、振動で動けなくなるので不利になる。クリスタル砲とビームが武器。胴体を落とすと蛇のような姿となり、動きが早くなる。
アポロガイスト
第五話のボス。アポロショットやガイストカッターで攻めてくる。最終話でも出現。　
デブデダビデ
第六話のボス。ナイトガンダムを自身のパーツとして組み込んでいる。前方や後方にネジを飛ばす。動きが早い。四股を踏んでこちらの動きを止めてくる。
ダークブレイン
本作の最終ボス。泡攻撃を受けると、操作が入力方向と逆の状態になる。

## 攻略本
- スーパーファミコン必勝法スペシャル SDザ・グレイトバトル 新たなる挑戦